# ふじみ野市立鶴ヶ丘小学校
ふじみ野市立鶴ヶ丘小学校（ふじみのしりつ つるがおかしょうがっこう）は、埼玉県ふじみ野市鶴ヶ岡にある公立小学校。

## 沿革
- 1968年（昭和43年）4月1日 - 大井町立鶴ヶ丘小学校として開校[1]。
- 1969年（昭和44年）3月8日 - 北校舎竣工。校歌・開校記念日が制定される。
- 2005年（平成17年）10月1日 - 市町合併に伴い、ふじみ野市立鶴ヶ丘小学校となる。

## 通学区域
- 緑ヶ丘1丁目（1～5番・6番[1～5号・23～89号]）・2丁目（1～24番）、亀久保2丁目（9～17番）、大井中央3丁目（4番・6番[12～17号]・7番[33～36号]・8～26番）・4丁目（1～20番）、鶴ヶ舞2 - 3丁目、西鶴ヶ岡1丁目・2丁目（1～2番・4～7番・8番[1～9号・19～30号]・9～11番）、鶴ヶ岡1 - 4丁目・5丁目（1～2番）[2]

## 進学先中学校
- ふじみ野市立大井東中学校[2]